# Cidadelhe (Mesão Frio)
Cidadelhe es una freguesia portuguesa del concelho de Mesão Frio, con 2,55 km² de superficie y 207 habitantes (2001). Su densidad de población es de 81,2 hab/km².